# Oredligt förfarande
Oredligt förfarande är i svensk rätt ett brott enligt 9 kap 8 § brottsbalken som lyder:
"Den som, i annat fall än förut i detta kapitel är sagt, förfar oredligt i det han medelst vilseledande förmår någon till handling eller underlåtenhet och därigenom skadar den vilseledde eller någon i vars ställe denne är, dömes för oredligt förfarande till böter eller fängelse i högst två år."
Oredligt förfarande är en form av bedrägeri. Övriga brott i samma kapitel i brottbalken och i samma kategori är subventionsmissbruk enligt 3a §, utpressning enligt 4 §, ocker enligt 5 §, häleri enligt 6 §, penninghäleri enligt 6a § och häleriförseelse enligt 7 §.
Bestämmelsen om oredligt förfarande avses täcka brott som inte täcks av de övriga brotten i kategorin. 
Den som förfar oredligt i det han genom vilseledande förmår någon till handling eller underlåtenhet och därigenom skadar den vilseledde ska dömas för bedrägligt beteeende till böter eller fängelse i högst två år.
- Styrelseledamot i aktiebolag, som för bolagets räkning på kredit köpt varor för 1,1 miljoner kronor två veckor innan bolaget på egen begäran försattes i konkurs, har ådömts skadeståndsskyldighet eftersom han vid beställningen insett att säljaren inte skulle få betalt. Därmed har han vilselett säljaren och gjort sig skyldig till oredligt förfarande genom att inte upplysa denne om situationen.[3]

## Fotnoter
1. ↑  https://lagen.nu/1962:700#K9P8
2. ↑  https://lagen.nu/1962:700#K9P3a
3. ↑  https://lagen.nu/dom/nja/2002s17